# 台湾泽兰

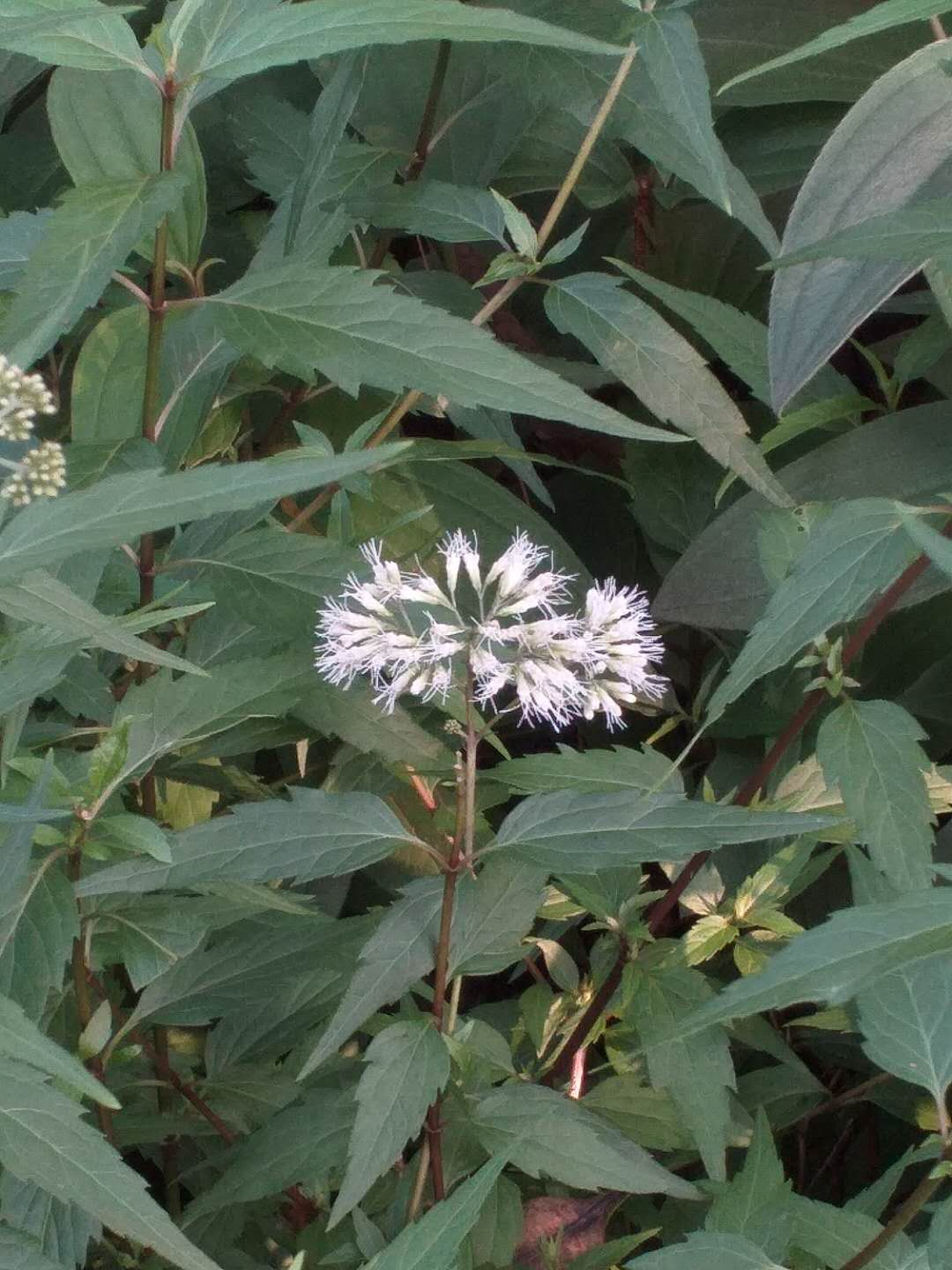
花序與葉序

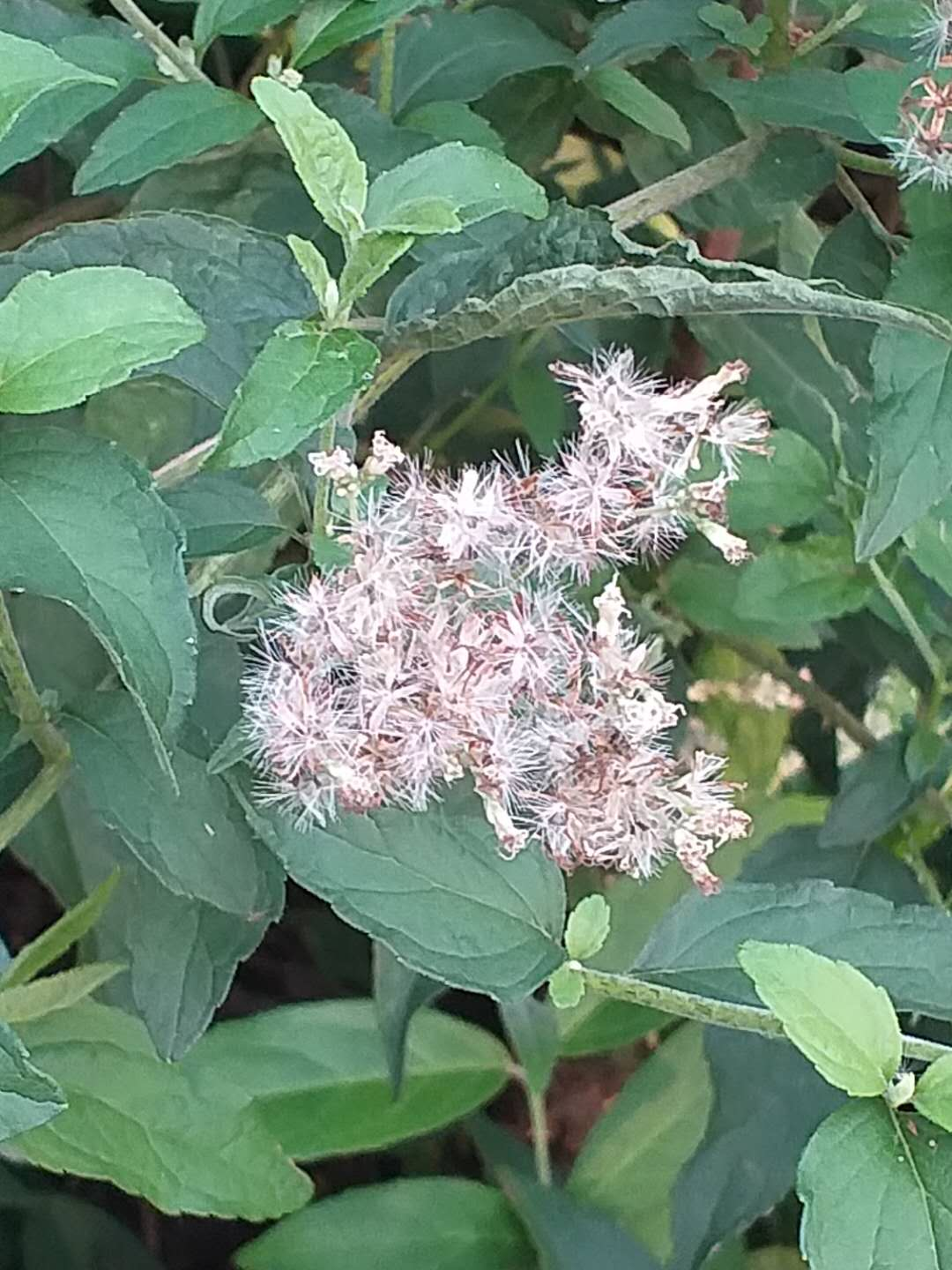
冠毛瘦果

台湾泽兰是菊科泽兰属的植物，是台灣的特有植物。分布于台灣本島，生長於台灣全島平野至海拔 2,500 公尺的山地，各地皆有分佈，為一普遍的路邊或荒廢地植物，常生于林下，目前尚未由人工引种栽培。
別名：六月雪